# Architecture orientée agents
Pour un article plus général, voir Architecture logicielle.
L'architecture orientée agents est un style d'architecture logicielle basée sur les agents ce qui correspond à un paradigme où l'objet, de composant passif, devient un composant projectif :
En effet, dans la conception objet, l'objet est essentiellement un composant passif, offrant des services, et utilisant d'autres objets pour réaliser ses fonctionnalités; l'architecture objet n'est donc qu'une extension de l'architecture en appels et retours, le programme peut être écrit de manière à demeurer déterministe et prédictible.
L'agent logiciel, par contre, utilise de manière relativement autonome, avec une capacité d'exécution propre, les autres agents pour réaliser ses objectifs : il établit des dialogues avec les autres agents, il négocie et échange de l'information, décide à chaque instant avec quels agents communiquer en fonction de ses besoins immédiats et des disponibilités des autres agents.